# 家族 〜FAMILY〜
『家族 〜FAMILY〜』（かぞく ファミリー）は、1991年3月21日に発表された岩崎宏美の21枚目のオリジナル・アルバム。益田宏美（ますだ ひろみ）名義で発表された。発売元はビクター音楽産業。
規格品番はVICL-131（CD）、2008年に再発売されたボックス・セットはVICL-62561（CD）。

## 解説
岩崎宏美の最初の結婚後、2枚目となるオリジナル・アルバム。第一子の妊娠・出産を経て、子育てをしながら制作されたアルバムで、1991年1月14日から2月2日にかけてレコーディングされた。アルバムタイトルも結婚して家族を持った心境を反映している。
益田宏美名義の『誕生 〜BIRTH〜』『きょうだい』と合わせて「胎教&育児3部作」と称される。
前作の『誕生 〜BIRTH〜』に引き続き、クラシック音楽の著名な楽曲に岩谷時子が日本語詞を作詞したものも収録されている。
全曲の編曲と指揮を樋口康雄、全曲の作詞・訳詞を岩谷時子が担当している。演奏には児童によるコーラスがが参加。アルバムジャケットのイラストはおおた慶文。

### 復刻盤
2008年6月25日、益田宏美名義で発表された3枚のアルバムをまとめたボックス・セット『「誕生」「家族」「きょうだい」BOX』として復刻された。ボックス・セットは岩崎宏美名義で発売された。
復刻盤ボックス・セットには、ボーナス・トラックとして以下の曲のオリジナルカラオケが収録された。
- 愛という名の勇気（48枚目のシングル）
- 未来（あした）への伝言（48枚目のシングルカップリング曲）
- 真珠貝の歌（アルバム『きょうだい』収録曲）
- Life（49枚目のシングル）
- 涙から微笑み（49枚目のシングルカップリング曲）

## 収録曲

### オリジナル盤
1. きのうの夢
  - 作詞：岩谷時子／作曲・編曲：樋口康雄
2. ぼくは一才
  - 作詞：岩谷時子／作曲・編曲：樋口康雄
3. みじかくも美しく燃え
  - モーツァルト『ピアノ協奏曲21番』より
  - 作詞：岩谷時子／作曲・編曲：樋口康雄
4. オーケストラップ
  - J・S・バッハ『管弦楽組曲第2番』より
  - 作詞：岩谷時子／作曲・編曲：樋口康雄
5. 昼さがり
  - 作詞：岩谷時子／作曲・編曲：樋口康雄
6. 今晩おひま?
  - 作詞：岩谷時子／作曲・編曲：樋口康雄
7. 恋は不思議
  - 作詞：岩谷時子／作曲・編曲：樋口康雄
8. お母さんへ
  - ベートーヴェン『ピアノソナタ第14番 月光』より
  - 作詞：岩谷時子／作曲・編曲：樋口康雄
9. 家族
  - 作詞：岩谷時子／作曲・編曲：樋口康雄
10. 未来（あした）の夢
  - 作詞：岩谷時子／作曲・編曲：樋口康雄
11. おやすみ
  - 作詞：岩谷時子／作曲・編曲：樋口康雄

### CD（2008年盤）
1. きのうの夢
2. ぼくは一才
3. みじかくも美しく燃え
4. オーケストラップ
5. 昼さがり
6. 今晩おひま？
7. 恋は不思議
8. お母さんへ
9. 家族
10. 未来（あした）の夢
11. おやすみ
12. 愛という名の勇気
  - 作詞: 大津あきら、作曲: 安部恭弘、編曲: 萩田光雄
  - ボーナス・トラック。48thシングル。
13. 未来（あした）への伝言
  - 作詞: 大津あきら、作曲: 玉置浩二、編曲: 萩田光雄
  - ボーナス・トラック。48thシングルのカップリング曲。
14. Life
  - 作詞:松本礼児、作曲: 穂口雄右、編曲: 山川恵津子
  - ボーナス・トラック。49thシングル。
15. 涙から微笑み
  - 作詞:松本礼児、作曲: 穂口雄右、編曲: 山川恵津子
  - ボーナス・トラック。49thシングルのカップリング曲。

## 制作スタッフ
- Music・Conducting:樋口康雄
- Lyrics・Script: 岩谷時子
- Direction:小池秀彦
- Mixing:田辺章男
- Recording:田辺章男・岡雅章・金沢淳・内田孝弘・桜井学
- Mastering:川崎洋
- Creative Direction:古賀民也
- Art Direction & Design:山田充
- Illustration:おおた慶文
- Inner photo:古賀タクミ
- Special Thanks to:清水攝子（ピンポイント）
- Artist Management:佐田東詩夫・小林利光
- Promotion:斉藤雅之
- Recording at Victor Aoyama Studios Tokyo
- Recording Date:1991年1月14日～2月2日

## オーケストラ
- Flute:篠原猛・藤山明・旭孝・中谷望・星川龍二
- Oboe:石橋雅一・蠣崎耕三
- Clarinet:星野正・十亀正司・恩智聡子・小倉清澄
- Bassoon:大畠條・前田信吉・前田征志
- French Horn:藤田乙比古・阿部雅人・山内研自・中島大之
- Trumpet:吉田憲司・小林正弘・エリック宮城・菅坂雅彦
- Trombone:早川隆章・井口秀夫・花坂義孝・松本治・喜多原和人・岡田澄雄・村田陽一
- Tuba:荻野晋・貫里英樹
- Harp:野畑潤子・斉藤葉
- Piano:美野春樹・菊池ひみこ・フェビアン=レザ=パネ・海出景広・樋口康雄
- Accordion:風間文彦・池田光夫
- Mandoline:和智秀樹
- Lute・Dulcimer:吉川忠英
- Percussion:高田みどり・春名禎子・白石健二・金山功・山本直樹
- Timbals:湯川治住
- Strings:佐藤野百合スーパー・ストリングス
- Cello:大藤佳子
- Choir:坂爪里奈(14才)・坂爪加奈(13才)・井上桃(9才)・山口真理子(7才)・柏浩治(7才)・佐田孝之(7才)・佐田雅英(4才)・佐田雅彦(2才)
- Tenor:野沢孝智(30才)
- Pupil:益田元気(1才)
- Synthesizer:福田竜太
- Librarian:小林正二
- Coordinator:太田繁明・渡辺良一